# Cakranegara Selatan
Cakranegara Selatan is een bestuurslaag in het regentschap Mataram van de provincie West-Nusa Tenggara, Indonesië. Cakranegara Selatan telt 7015 inwoners (volkstelling 2010).